# Lederfabrik Sohre

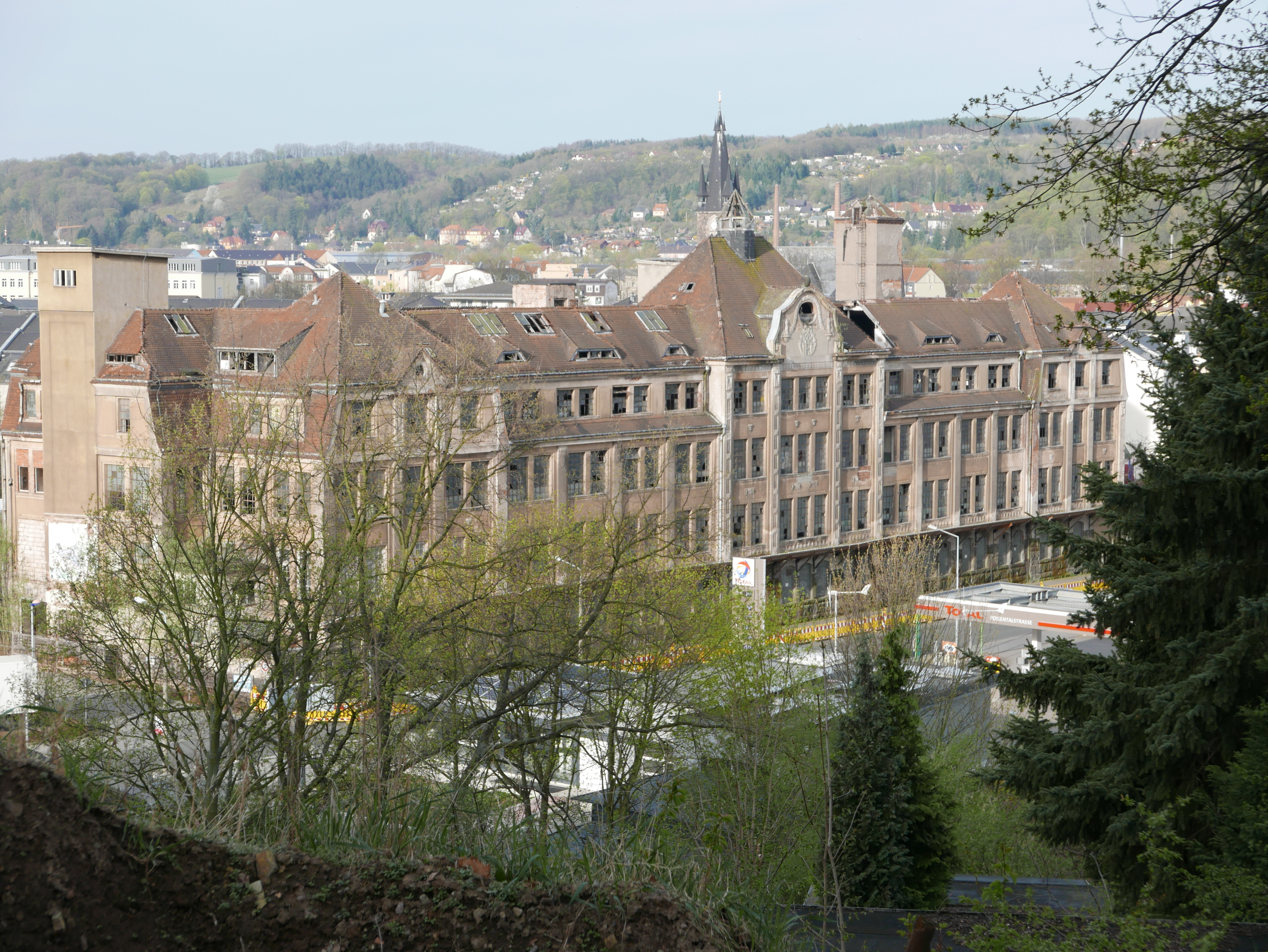
Lederfabrik im Zerfall

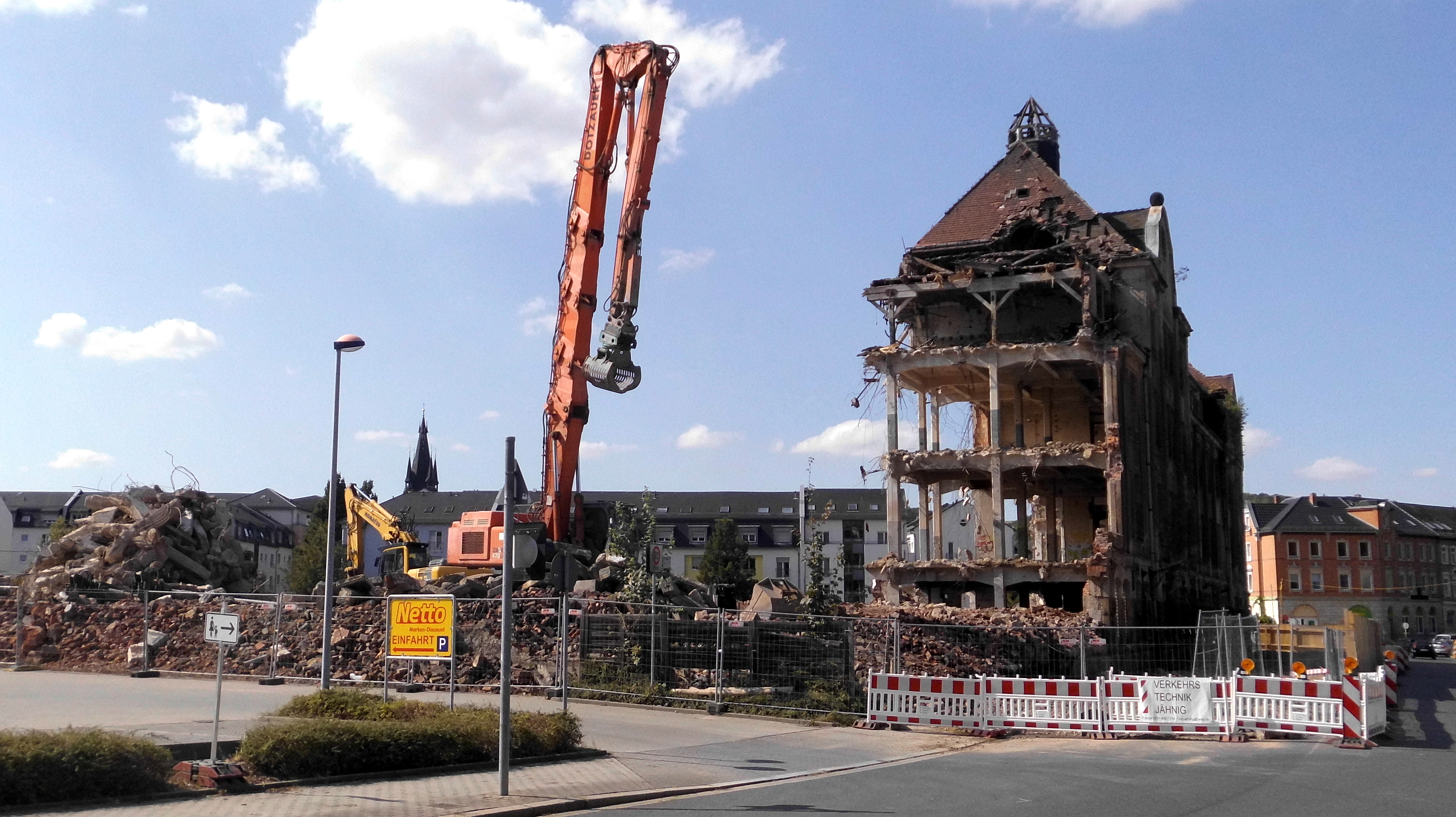
Abriss 2019

Die Lederfabrik F. G. Sohre AG war ein Unternehmen im Stadtteil Deuben der sächsischen Stadt Freital. Die Produktion wurde 1991 eingestellt, das Werksgebäude wurde 2019 abgerissen. Es soll ein Stadtteilpark mit offenem Mühlgraben entstehen.

## Geschichte
Im Jahr 1842 wurde an der heutigen Deubener Poisentalstraße unweit der Weißeritz eine Samtfabrik gegründet, die die Brüder Carl und Ernst Berndt leiteten. Diese Samtfabrik stellte als erstes Werk im Königreich Sachsen Manchester-Gewebe mit Hilfe von per Dampfmaschine betriebenen Webstühlen her. Der Betrieb war über mehrere kleine Produktionsgebäude verteilt und erstreckte sich zu beiden Seiten der Straße. Ab 1893 nahm die von den Brüdern Karl Oswald Sohre (1854–1914) und Heinrich Reinhold Sohre (1852–1912) gegründete Lederfabrik in einem weitaus größeren, meist viergeschossigen Werksgebäude die Produktion auf. Nach einem Brand 1899 wurde es bis 1909 wiedererrichtet. Die benachbarte Samtfabrik ging bald zugrunde. Wie die nur wenig entfernte Egermühle war die Fabrik seit 1906 durch die Güterbahn Deuben an den Schienenverkehr angeschlossen. Sie wurde bis 1972 mit Rollböcken betrieben, die am Straßenbahnhof Deuben auf die Bahnstrecke Dresden–Werdau umgesetzt wurden. Aus dem Deubener Weißeritzmühlgraben, der durch das Firmengelände verläuft, wurden stündlich etwa 90 m³ Brauchwasser entnommen.
In Ostritz (bei Görlitz) hatte der Unternehmer Heinrich Berger 1889 eine Gerberei gegründet. Sohre und Berger schlossen sich im Jahr 1922 zur „Lederfabrik Heinrich Berger & Co.“ zusammen. Das vergrößerte Unternehmen stellte in beiden Werken unter anderem Faltenbälge für Durchgangszug-Wagen her. Für den Zweiten Weltkrieg wurden in der Fabrik auch Pistolentaschen und Luftwaffenausrüstung hergestellt.
Das Werk blieb im Krieg unbeschädigt, sodass die Produktion nach dem Einmarsch der Roten Armee in vollem Maße wieder aufgenommen werden konnte. Im Juni 1946 waren im Freitaler Werk 237 Arbeiter beschäftigt. Mit dem Volksentscheid in Sachsen am 30. Juni 1946 wurde das Unternehmen enteignet. Die beiden Werke wurden in den VEB Lederwerk „Friedensgrenze“ Ostritz und den VEB Freitaler Lederfabrik getrennt. Das Ostritzer Werk war ab 1970 als Betriebsteil des VEB Vereinigte Lederwerke Zug zuletzt Teil des VEB Kombinat Lederwaren Schwerin.
Nach der Wende und Wiedervereinigung ging das Werk an die Treuhandanstalt, die die Produktion 1991 einstellen ließ. Die Gebäude gingen an die TLG Treuhand Liegenschaftsgesellschaft über, die sie 2000 an die Akel & Schmidt GbR verkaufte. Große Teile der Fabrik im hinteren Teil des Geländes wurden seitdem abgerissen, im Jahr 2004 öffnete ein Supermarkt auf einem Teil der geräumten Flächen. Die noch erhaltenen gebliebenen Gebäudeteile standen unter Denkmalschutz, wurden aber nicht mehr genutzt. Es gab Pläne, in dem Gebäude das Finanzamt für den Landkreis einzurichten oder den neuen Sitz von Schulaufsicht und Sächsischer Bildungsagentur hierher zu verlegen. Beide Pläne scheiterten jedoch. 2014 kaufte die Stadt Freital das Gelände und erwog eine Sanierung mit späterer Nutzung für Kreative. Nachdem das Projekt nicht zustande kam, fasste der Freitaler Stadtrat 2017 den Beschluss zum Abriss. Die Denkmalbehörde des Landkreises Sächsische Schweiz-Osterzgebirge befürwortete 2018 die Erteilung einer denkmalschutzrechtlichen Abrissgenehmigung, konnte sich jedoch nicht mit dem Landesamt für Denkmalpflege auf einen gemeinsamen Standpunkt einigen.
Im September 2019 wurde die Lederfabrik abgerissen und die Brache zur Sanierung vorgesehen. Es soll ein Park entstehen und der Mühlgraben als Bachlauf hergestellt werden.